# Pridvorice
Pridvorice (cyr. Придворице) – wieś w Serbii, w okręgu podunajskim, w gminie Smederevska Palanka. W 2011 roku liczyła 781 mieszkańców.